# RK Ardiaei Čibača
RK "Ardiaei" (Rukometni klub "Ardiaei"; Ardiaei Čibača, Ardiaei, Ardiaei Župa dubrovačka, RK Ardi) je muški rukometni klub iz Čibače, općina Župa dubrovačka, Dubrovačko-neretvanska županija, Republika Hrvatska. 

U sezoni 2024./25. RK "Ardiaei" se natjecao u "1. HRL – Jug", ligi drugog stupnja hrvatskog rukometnog prvenstva za muškarce. 

## O klubu
RK "Ardiaei" je osnovan 2021. godine, te su među osnivačima kluba i bivši igrači RKHM "Dubrovnik", te prvenstveno djeluje i okuplja igrače s područja Župe dubrovačke. Prvu seniorsku sezonu su imali 2021./22. u "2. HRL – Jug", koju su odmah osvojili, te su tako ostvarili plasman u "1. HRL – Jug", u kojoj nadalje igraju.  

## Uspjesi
1. HRL – Jug
- drugoplasirani: 2024./25.

2. HRL – Jug
- prvaci: 2021./22.

## Pregled plasmana po sezonama
| sezona    | rang lige | liga         | dio | poz. | klubova u ligi | ut | pob | ner | por | gol+ | gol- | bod | doigravanje | napomene | izvori |
| --------- | --------- | ------------ | --- | ---- | -------------- | -- | --- | --- | --- | ---- | ---- | --- | ----------- | -------- | ------ |
|           |           |              |     |      |                |    |     |     |     |      |      |     |             |          |        |
| Ardiaei   |           |              |     |      |                |    |     |     |     |      |      |     |             |          |        |
| 2021./22. | III.      | 2. HRL – Jug |     | 1.   | 14             | 26 | 24  | 1   | 1   | 854  | 594  | 49  |             |          |        |
| 2022./23. | II.       | 1. HRL – Jug |     | 4.   | 12             | 22 | 12  | 1   | 9   | 619  | 595  | 25  |             |          |        |
| 2023./24. | II.       | 1. HRL – Jug |     | 6.   | 12             | 22 | 11  | 2   | 9   | 610  | 595  | 24  |             |          |        |
| 2024./25. | II.       | 1. HRL – Jug |     | 2.   | 12             | 22 | 17  | 0   | 5   | 644  | 581  | 34  |             |          |        |
|           |           |              |     |      |                |    |     |     |     |      |      |     |             |          |        |
|           |           |              |     |      |                |    |     |     |     |      |      |     |             |          |        |

## Vanjske poveznice
- RK Ardiaei Župa dubrovačka , facebook stranica
- rk_ardiaei_zupa_dubrovacka, instagram stranica
- (engl.) sofascore.com, RK Ardiaei
- (engl.) handball-base.com, RK Ardiaei
- zajednicasporta-zupadubrovacka.hr
- zupcica.com, Dvoranski sportovi
- dubrovacki.slobodnadalmacija.hr, RUKOMETNI KLUB ARDIAEI
- dubrovackiportal.hr, rk ardiaei
- dubrovnikinsider.hr, rk ardiaei